# Nanningia zhangi
Nanningia zhangi är en spindelart som beskrevs av Zhu, Kim och Song 1997. Nanningia zhangi ingår i släktet Nanningia och familjen käkspindlar. Inga underarter finns listade i Catalogue of Life.